# Old Sarum
Old Sarum, in latino Sorviodunum, è la località ove nacque il primo insediamento che dette poi origine alla città inglese di Salisbury. Il sito contiene l'evidenza d'insediamenti umani fin dagli anni 3000 a.C.. Old Sarum è citata in alcuni dei più antichi scritti del paese. Esso si trova su una collina che dista circa due miglia a nord della moderna città di Salisbury, adiacente all'A345.
Old Sarum originariamente era una fortezza di collina dell'età del ferro, piazzata strategicamente alla congiunzione di due vie di comunicazione commerciale e il fiume Avon. La fortezza di collina ha pianta di forma ovale di 400 m di lunghezza e 360 m di larghezza. Consiste in una duplice altura con in mezzo un fossato ed un ingresso dal lato esterno. Esso venne utilizzato dai Romani, che ne fecero la città di Sorviodunum. Gli Anglosassoni la usarono come piazzaforte contro le incursioni dei vichinghi ed I normanni eressero intorno al perimetro dell'insediamento preistorico un muro in pietra ed al centro vi costruirono un castello su un monticello protetto da un profondo fossato secco. 
Un palazzo reale venne costruito all'interno del castello per il re Enrico I e venne successivamente utilizzato dai monarchi plantageneti. All'estremità occidentale della città venne costruita una cattedrale normanna con la residenza per il vescovo.
Nel 1219 la cattedrale venne demolita per erigerne un'altra in riva al fiume e la popolazione si trasferì più in basso, in una nuova città, che prese il nome di Nuova Sarum o Nuova Salisbury. Il castello cadde in disuso e venne venduto come materiale da costruzione da re Enrico VIII.
Nel XIX secolo il sito divenne ufficialmente disabitato ed oggi è proprietà dell'English Heritage ed è aperto al pubblico.

## Storia

### Gli inizi
Resti archeologici di utensili in pietra grezza fanno ritenere che antiche popolazioni avessero occupato la zona più elevata della collina di Old Sarum fin dai tempi del periodo neolitico. Vi sono evidenze che attestano insediamenti di comunità di cacciatori, seguite da nuove di agricoltori. Una fortezza difensiva venne eretta dagli abitanti del luogo durante il periodo inglese dell'età del ferro (intorno al 500 a.C., creando enormi terrapieni e fossati che circondavano la collina. Numerose altre fortezze di collina del medesimo periodo possono essere trovate localmente, compresi il Figsbury Ring ad est ed il campo di Vespasiano a nord.
L'archeologo sir Richard Colt Hoare la descrive come «…una città di grande importanza in remoti tempi per i molti tumuli presenti nei dintorni e la sua vicinanza ai più grandi cerchi di pietre dell'Inghilterra, cioè Stonehenge ed Avebury.»
Durante il periodo di occupazione romana dell'Inghilterra fra il 43 ed il 410 dopo Cristo, il luogo fu una postazione militare strategicamente posta vicino alla convergenza di cinque importanti strade. La fortezza di collina era segnata sulle mappe romane con il nome di Sorviodunum. Si ritiene che questa denominazione dal celtico con il significato di "fortezza presso un fiume tranquillo". Nel Brut y Brenhinedd, versione in medio gallese della Historia Regum Britanniae di Goffredo di Monmouth, la località è chiamata Caer Gradawc.
Cynric, re del Wessex, conquistò la collina, che essi chiamavano Searobyrig, nel 552.
Sotto gli Anglosassoni essa si annoverava fra le più importanti città della parte occidentale del regno, ottenendo insediamenti ecclesiastici subito dopo la conversione dei Sassoni al cristianesimo. Nella prima parte del IX secolo essa fu spesso residenza di Egbert del Wessex e nel 960 il re Edgar vi riunì un consiglio per organizzare un piano di difesa a nord contro i danesi.

### L'espansione normanna

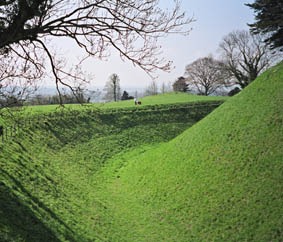
Il fossato normanno che circonda il forte interno

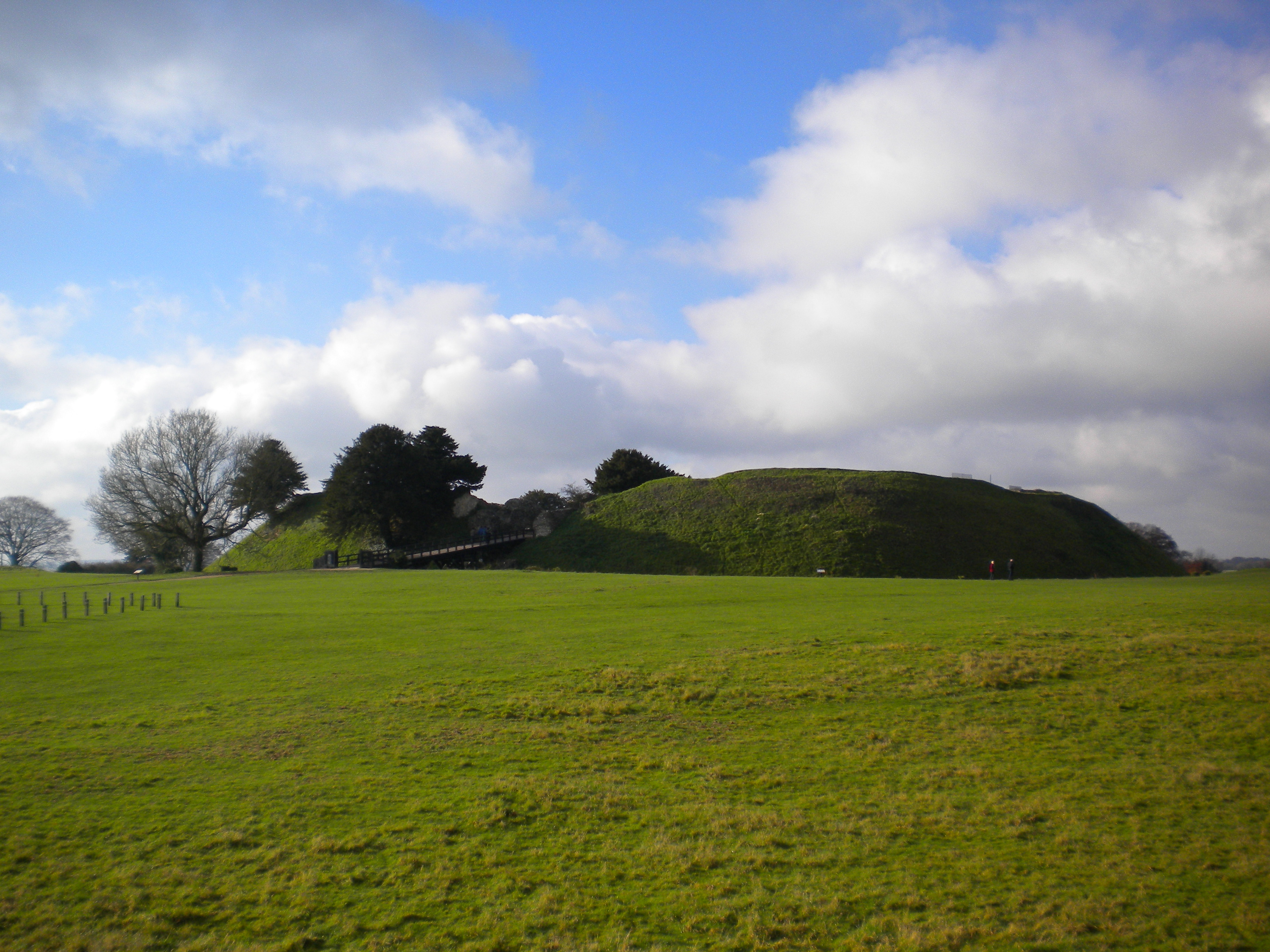
La motte vista da est

Un castello tipo Motte e bailey venne eretto nel 1069, tre anni dopo la conquista normanna e la città cambiò nome. Nel  Domesday Book essa è registrata come "Sarisburia", dalla quale derivarono i nomi di Sarum e di Salisbury. Nel 1086 Guglielmo il Conquistatore vi riunì prelati, nobili, sceriffi e cavalieri dei suoi territori affinché gli rendessero omaggio. È probabile che parte del Domesday Book sia stato scritto anche a quel tempo. Due altri consigli nazionali vi furono tenuti: uno da Guglielmo II, nel 1096, ed un altro da Enrico I nel 1116.

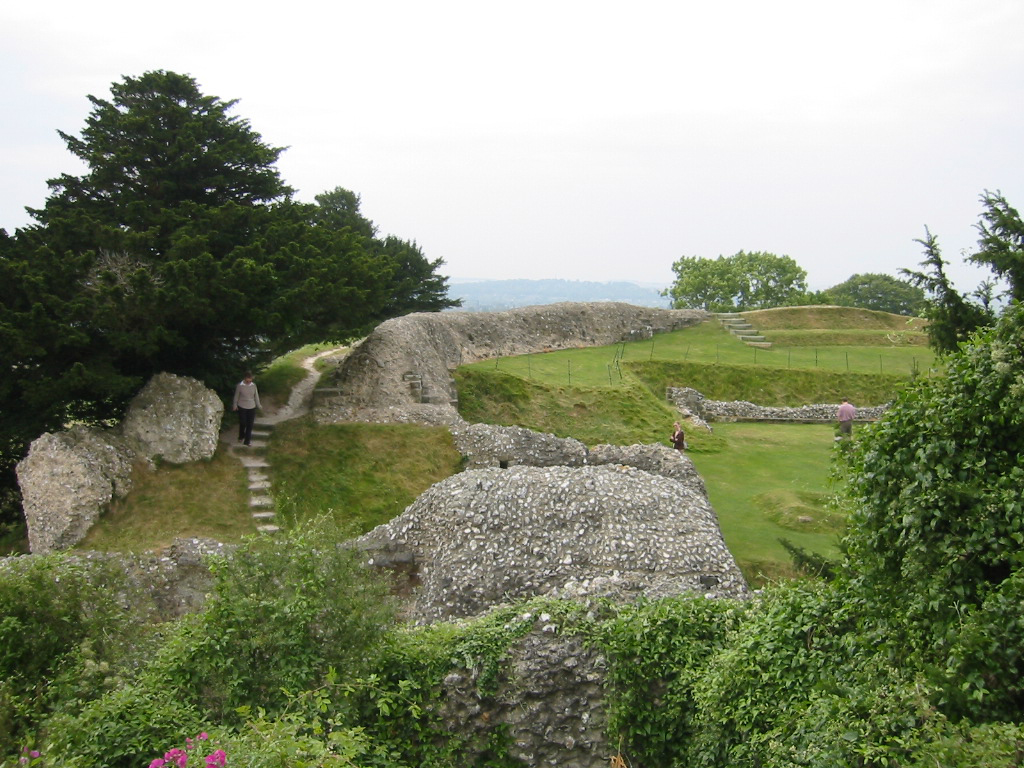
I ruderi del palazzo

La costruzione della cattedrale di Old Sarum e del palazzo vescovile ebbe luogo fra gli anni 1075 e 1092, al tempo del vescovo sant'Osmundo.
Purtroppo, solo cinque giorni dopo la sua consacrazione, la cattedrale si vide il tetto della torre distrutto da una tempesta. Il completamento della costruzione della cattedrale fu lasciato al terzo vescovo di Old Sarum, Ruggero di Salisbury, cancelliere del re Enrico I. Egli sovrintese anche alla costruzione di un palazzo in pietra sulla motte fra il 1130 e il 1139.
Un osservatore contemporaneo, Pierre de Blois, descrisse Old Sarum come:
(Pietro di Blois, Epistles 105.)
Enrico II tenne la moglie, Eleonora d'Aquitania, prigioniera a Old Sarum.

### Il declino

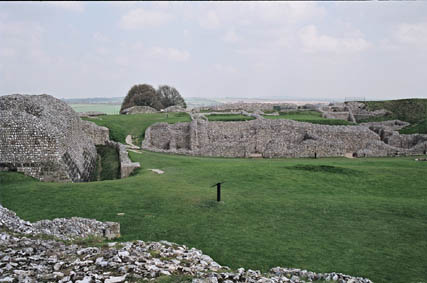
Old Sarum: resti dell'ex palazzo reale

Nel 1219 i limiti di spazio sul colmo della collina erano divenuti causa di dispute, con la cattedrale ed il castello molto vicini fra loro ed i rispettivi capi in perenne conflitto. Quando gli uomini del vescovo Herbert Poore vennero tenuti fuori dalla fortezza sulla collina dagli uomini del re, Poore chiese formalmente lo spostamento della cattedrale.
La località ove erigere una nuova cattedrale venne consacrata a fine anno e nel 1220 iniziarono i lavori di costruzione sulla riva dell'Avon. Un nuovo insediamento vi crebbe intorno e venne chiamato alternativamente New Salisbury o New Sarum ed infine solo più Salisbury. Già nel 1217 gli abitanti di Old Sarum vi avevano spostato la loro residenza e costruito le nuove abitazioni razziando il materiale da costruzione dalle vecchie. Come la nuova città cresceva in popolazione ed estensione, la vecchia decadeva altrettanto rapidamente.
Dal regno di Edoardo II nel XIV secolo, il parlamento di Old Sarum eleggeva due membri alla Camera dei comuni nonostante che da almeno il XVII secolo esso non avesse residenti votanti. Uno dei membri del XVIII secolo fu William Pitt il Vecchio. Nel 1831 esso aveva 11 elettori, tutti proprietari terrieri che vivevano altrove. Era diventato quindi uno dei cosiddetti borghi putridi.
La legge sulla rappresentanza popolare del 1832 sciolse il collegio elettorale di Old Sarum.

## Old Sarum nella fiction

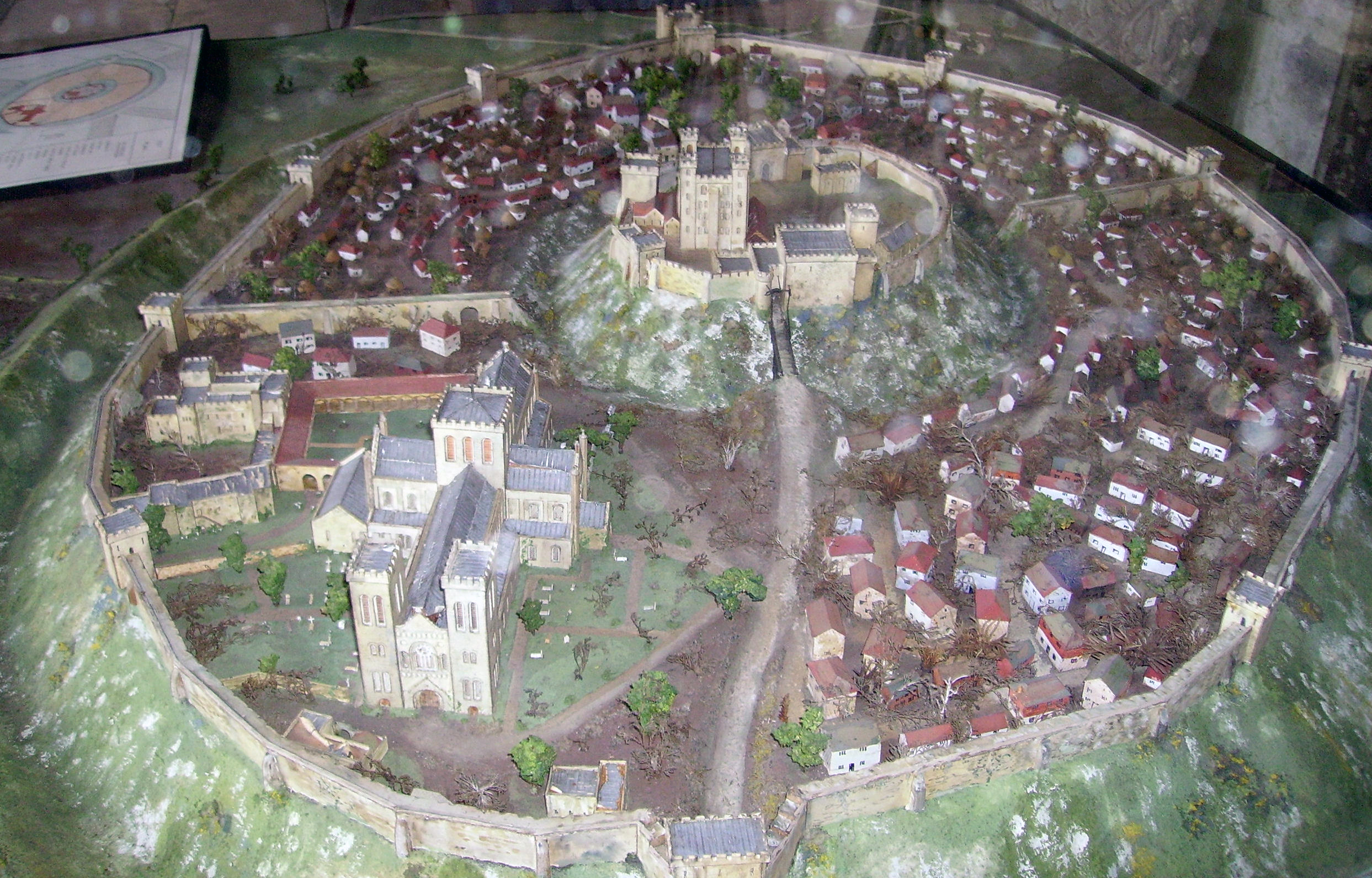
Modello di Old Sarum

Molti romanzi storici colsero il "profumo" della vita medievale in Inghilterra con particolare attenzione a Salisbury. Fra essi:
- Sarum, di Edward Rutherfurd.
- The Pillars of the Earth, di Ken Follett
- Passionate Enemies, di Eleanor Hibbert